# Les Filles aux mains sales
Pour plus de détails, voir Fiche technique et Distribution.
Les Filles aux mains sales (Teenage Doll) est un film américain réalisé par Roger Corman, sorti en 1957.

## Fiche technique
- Titre français : Les Filles aux mains sales[1]
- Titre original : Teenage Doll
- Réalisation : Roger Corman
- Scénario : Charles B. Griffith
- Photographie : Floyd Crosby
- Musique : Walter Greene
- Pays d'origine :  États-Unis
- Format : Noir et blanc
- Genre : Film dramatique, Film policier, Film noir
- Durée : 71 minutes
- Dates de sortie : 
  - États-Unis : 18 septembre 1957
  - France : 15 septembre 1961[1]

## Distribution
- June Kenney : Barbara Bonney
- Fay Spain : Helen
- John Brinkley : Eddie Rand
- Colette Jackson : May
- Barbara Wilson : Betty Herne
- Ed Nelson : Officier de police 'Dutch'
- Bruno VeSota : Témoin
- Abby Dalton (non crédité)